# 先生のお気に入り!
『先生のお気に入り!』（せんせいのおきにいり!）は、相原実貴による日本の漫画作品。漫画雑誌『月刊Cheese!』（小学館）にて2002年の3月号から不定期連載開始。全1巻。『続・先生のお気に入り!』全1巻。

## あらすじ
痴漢にあっていた同校の女生徒を助けようとした日名木 みすず。しかしその生徒は男の子だった。大騒ぎできずに終わったみずすだが、学校に着くと急病で入院した教師に代わり、副担任から代理担任になりクラスを持つことになった。受け持ったクラスには、今朝痴漢にあっていた男の子が在籍していた。

## 登場人物
日名木みすず（ひなき みすず）
新米教師。和希の婚約者（※指輪も所持している）。真宏に強姦される。
西堂真宏（にしどう まひろ）
和希の義弟。父親の愛人であった母の連れ子。兄に対する嫉妬からみすずを強姦したが、後に恋心を自覚する。
西堂和希（にしどう かずき）
校長。みすずとは大学の先輩後輩であり、上司と部下である。真宏にみすずを奪われる。